# 2049
Cette page concerne l'année 2049  du calendrier grégorien. Pour l'année 2049 av. J.-C., voir 2049 av. J.-C.
L'année 2049 est une année commune qui commence un vendredi.
C'est la 2049e année de notre ère, la 49e année du IIIe millénaire et du XXIe siècle et la 10e année de la décennie 2040-2049.

## Autres calendriers
L'année 2049 du calendrier grégorien correspond aux dates suivantes :
- Calendrier berbère : 2998 / 2999
- Calendrier hébraïque : 5809 / 5810
- Calendrier indien : 1970 / 1971
- Calendrier musulman : 1470 / 1471
- Calendrier persan : 1427 / 1428

## Événements prévus
- 2049 sera la fin de la période de cinquante années de relative autonomie pour l'ancienne colonie portugaise de Macao[1], selon l'accord avec le gouvernement continental chinois.
- 7 mai : transit de Mercure

## 2049 dans la fiction
- 2049 est l'année où se déroule l'action du film Blade Runner 2049.